# Монро (округ, Мичиган)
Монро́ (англ. Monroe County) — округ в штате Мичиган, США. По состоянию на 2010 год, численность населения составляла 152 021 человек. Округ был основан 14 июля 1817 года. Получил своё название по имени пятого президента США Джеймса Монро.

## География
По данным Бюро переписи США, общая площадь округа равняется 1 761 км², из которых 1 427 км² суша и 334 км² или 18,96 % это водоёмы.

### Соседние округа
- Уэйн (Мичиган) — северo-восток
- Уоштено (Мичиган) — северo-запад
- Эссекс (Онтарио, Канада) — восток
- Ленави (Мичиган) — запад
- Лукас (Огайо) — юг

## Демография
По данным переписи населения 2000 года в округе проживает 145 945 жителей в составе 53 772 домашних хозяйств и 39 952 семей. Плотность населения составляет 102 человека на км². На территории округа насчитывается 56 471 жилых строений, при плотности застройки 40 строений на км². Расовый состав населения: белые — 95,42 %, афроамериканцы — 1,90 %, коренные американцы (индейцы) — 0,28 %, азиаты — 0,47 %, гавайцы — 0,01 %, представители других рас — 0,62 %, представители двух или более рас — 1,31 %. Испаноязычные составляли 2,13 % населения независимо от расы.
В составе 36,00 % из общего числа домашних хозяйств проживают дети в возрасте до 18 лет, 60,00 % домашних хозяйств представляют собой супружеские пары проживающие вместе, 10,10 % домашних хозяйств представляют собой одиноких женщин без супруга, 25,70 % домашних хозяйств не имеют отношения к семьям, 21,70 % домашних хозяйств состоят из одного человека, 8,50 % домашних хозяйств состоят из престарелых (65 лет и старше), проживающих в одиночестве. Средний размер домашнего хозяйства составляет 2,69 человека, и средний размер семьи 3,14 человека.
Возрастной состав округа: 27,40 % моложе 18 лет, 8,10 % от 18 до 24, 29,80 % от 25 до 44, 23,50 % от 45 до 64 и 11,10 % от 65 и старше. Средний возраст жителя округа 36 лет. На каждые 100 женщин приходится 98,40 мужчин. На каждые 100 женщин старше 18 лет приходится 95,20 мужчин.
Средний доход на домохозяйство в округе составлял 51 743 USD, на семью — 59 659 USD. Среднестатистический заработок мужчины был 46 715 USD против 27 421 USD для женщины. Доход на душу населения составлял 22 458 USD. Около 4,80 % семей и 7,00 % общего населения находились ниже черты бедности, в том числе — 8,10 % молодежи (тех кому ещё не исполнилось 18 лет) и 8,30 % тех кому было уже больше 65 лет.